# Abteikirche Ottmarsheim

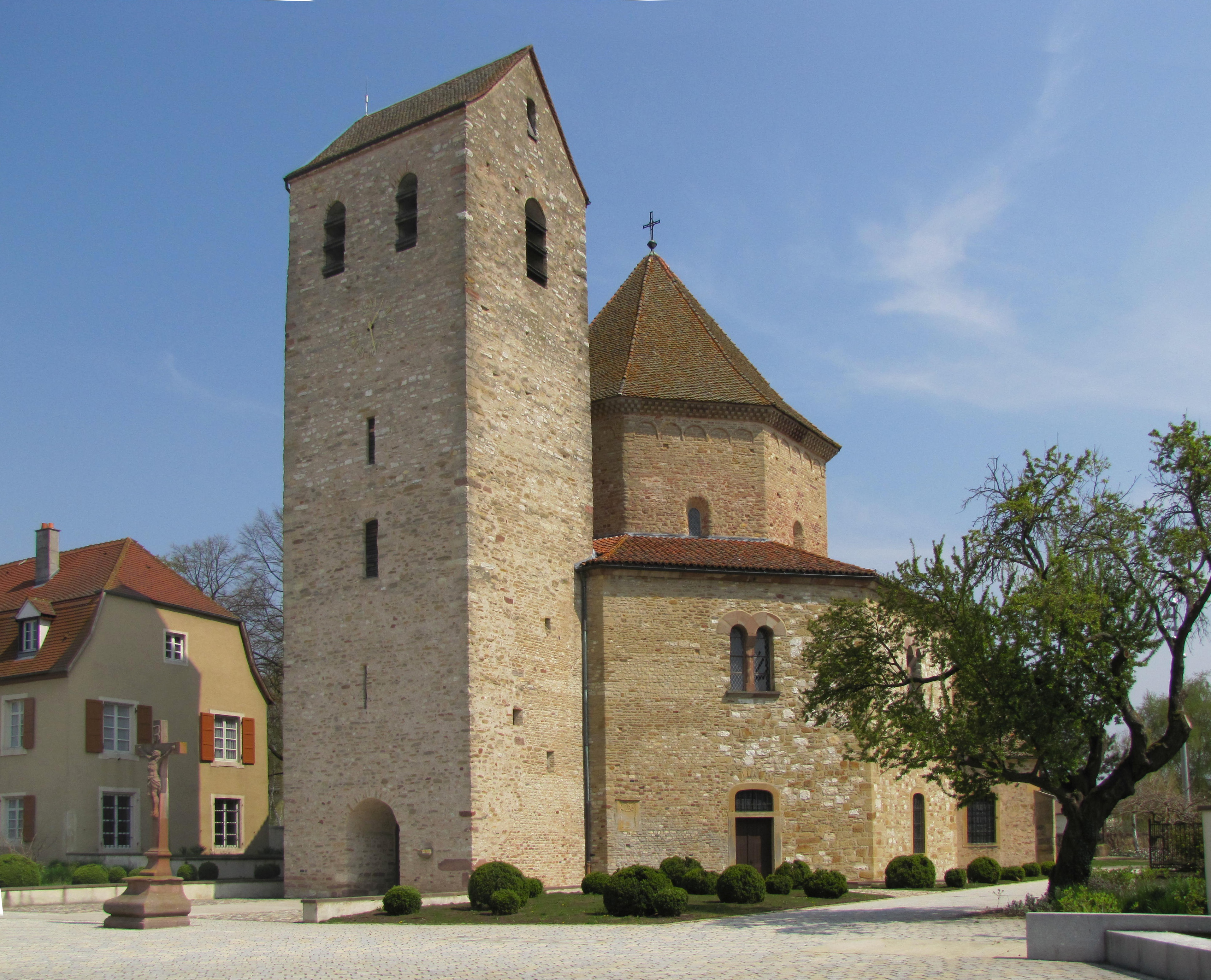
Fassade mit Kirchturm, 2010

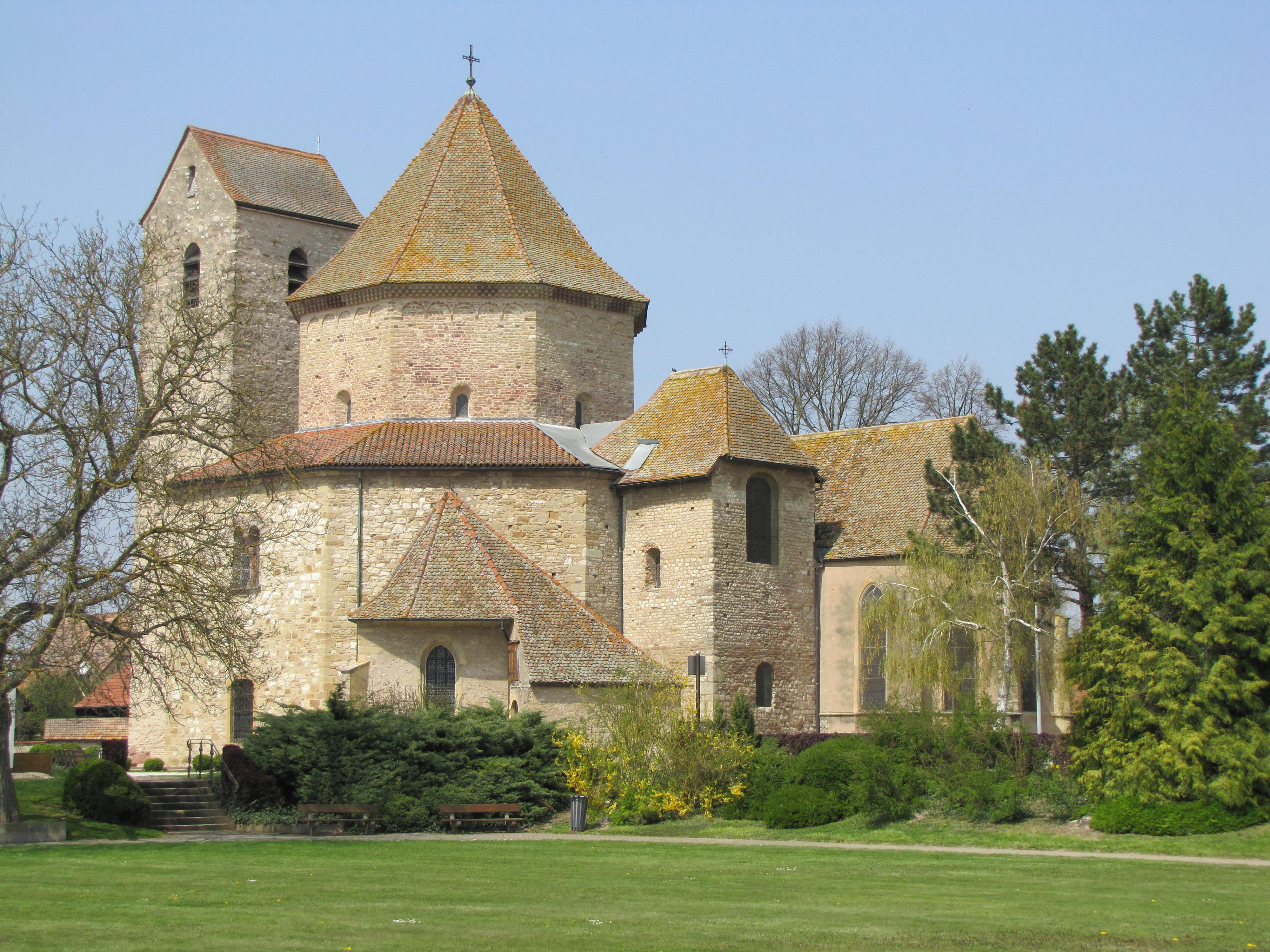
Ansicht der Abteikirche von Südosten

Die Abteikirche Ottmarsheim ist als ehemalige Abteikirche heute eine römisch-katholische Pfarrkirche und steht in der elsässischen Kleinstadt Ottmarsheim im Département Haut-Rhin der französischen Region Grand Est. Sie stammt größtenteils aus der ersten Hälfte des 11. Jahrhunderts. Ihr Zentralbau in Form eines Oktogons hat sein Vorbild in der karolingischen Aachener Pfalzkapelle. Die Kirche ist seit 1841 als Monument historique in der Base Mérimée, der französischen Liste der Kulturdenkmäler, eingeschrieben und ist Teil der Straße der Romanik im Elsass (La Route Romane d’Alsace).

## Geschichte
Die Kirche wurde ursprünglich für das Benediktinerinnenkloster Ottmarsheim errichtet. Das Kloster wurde vor 1030 gestiftet und die Kirche auch in dieser Zeit erbaut. Die Stifter, Rudolf von Altenburg aus dem Haus Habsburg und seine Gemahlin Kunigunde, wollten hier ihre Grablege eingerichtet sehen.

### Bau der Kirche
Die Kirche wurde nach dem Vorbild der Aachener Pfalzkapelle Karls des Großen (heute Teil des Aachener Doms) errichtet und ebenso wie diese unter den Schutz der Gottesmutter Maria gestellt. Obwohl schon um 1030 fertiggestellt, weihte sie der aus Eguisheim im Elsass stammende Papst Leo IX. um 1049 (wie zahlreiche weitere Kirchen im Elsass auch).
Anfang des 13. Jahrhunderts wurde die westliche Vorhalle zum Turm aufgestockt und Teile der Außenwände wurden erneuert. Die großen, als Schalllöcher dienenden Fenster im obersten Geschoss des Turmes sollen aus einer weiteren Aufstockung stammen.
Im 14. oder 15. Jahrhundert wechselte das Patrozinium zu den Aposteln Petrus und Paulus.
Um 1495 wurde im Südosten die Heilig-Kreuz-Kapelle an die Kirche angebaut, um eine von Graf Hugo von Landenberg gestiftete Kreuzreliquie aufzunehmen. 1582 wurde im Nordosten die Liebfrauenkapelle als Chor der Stiftsdamen errichtet, was die eingemeißelte Jahreszahl über einem heute zugemauerten Portal belegt.
1695 musste die Kuppel, wohl im Dreißigjährigen Krieg beschädigt, neu aufgemauert werden. Bei der gleichzeitigen Restaurierung der Kirche wurden die Fresken aus dem 15. Jahrhundert übertüncht.
Bei der Säkularisation infolge der Französischen Revolution wurde das Stift enteignet, und seine Gebäude wurden 1792 auf Abbruch verkauft. Die Kirche entging diesem Schicksal nur, weil die politische Gemeinde sie kaufte, um sie weiter als Pfarrkirche zu nutzen. 1833 bis 1837 und 1850 wurden Restaurierungsarbeiten durchgeführt, 1875 die Reste der Fresken entdeckt und 1903 wieder freigelegt. Ein Brand vernichtete 1991 Dachstuhl und Orgel aus dem 18. Jahrhundert. Von 1992 bis 1998 und 2016 bis 2018 wurde die Kirche in drei Bauabschnitten saniert und 1999 mit einer neuen Orgel ausgestattet.

### Bestattungen
Nachdem im März 1981 Teile des Fußbodens eingesunken waren, fanden archäologische Notgrabungen im Bereich des Mittelgangs des Oktogons statt. Dabei wurden u. a. zehn Gräber aufgedeckt. Vier davon stammten aus der Zeit, bevor die Kirche errichtet wurde, denn die Fundamente des Gebäudes schnitten die Gräber.
Ein Grab fiel dadurch auf, dass es genau in der Mitte des Oktogons lag. Es bestand aus einer gemauerten Grabkammer, die drei darüber liegende Platten aus rotem Buntsandstein verschlossen. Die Bestattung enthielt keinen Leichnam, sondern nur Schädelteile und Kleidungsreste. Dazu wird vermutet, dass es das Grab des Klostergründers Rudolf von Altenburg ist, der bei Kämpfen gegen die Normannen in Italien fiel. So wurde eventuell nur dieser Teil der Leiche über die Alpen verbracht und hier bestattet.

## Architektur

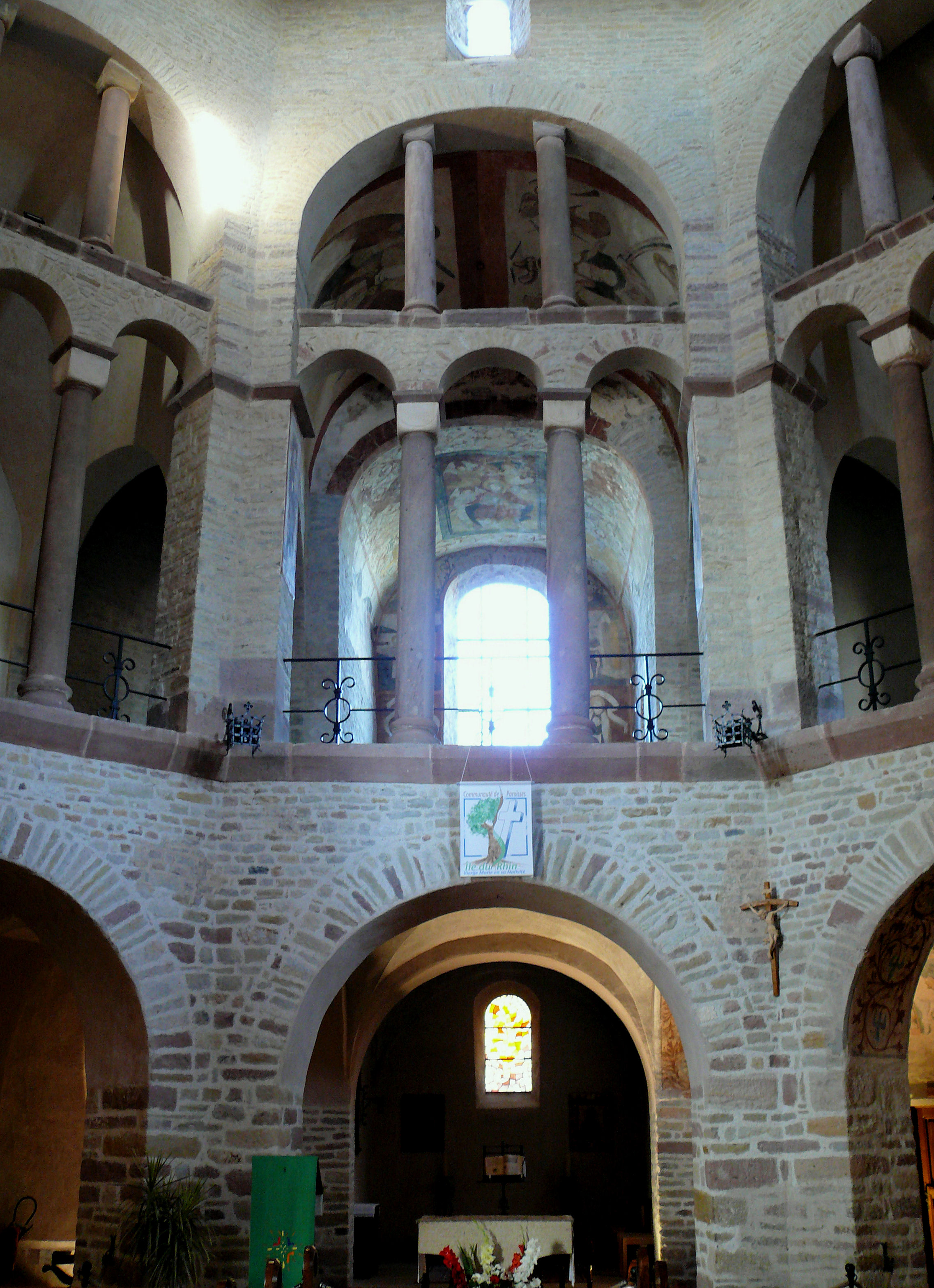
Innenansicht der Abteikirche

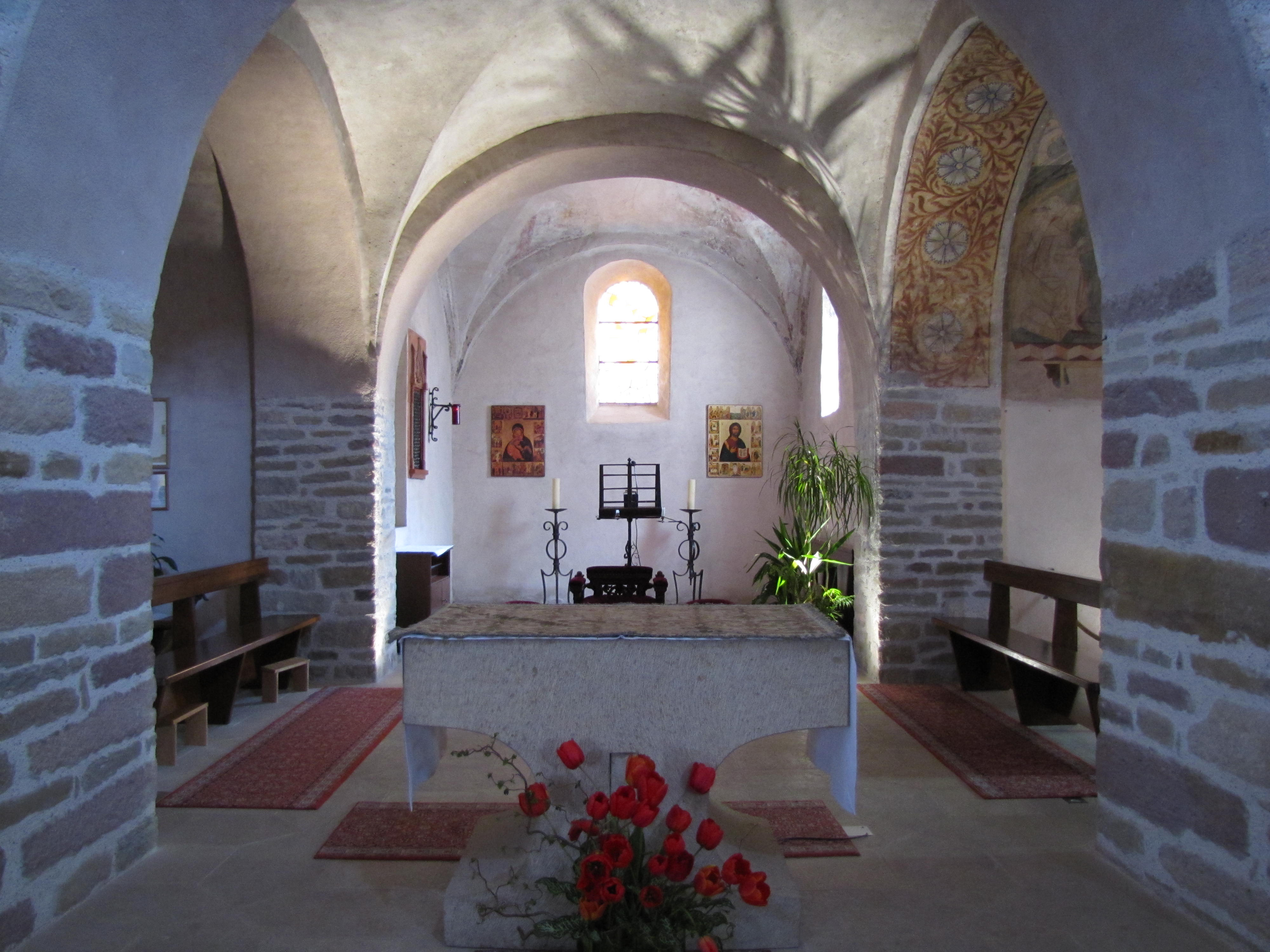
Altarraum

Ein erheblicher Teil des Kirchenbaus stammt nicht mehr von der ursprünglichen Kirche. Nur etwa die Hälfte der Mauern ist romanisch, im Wesentlichen das Oktogon. Das älteste Mauerwerk aus dem 11. Jahrhundert zeigt kleine, gut behauene Bruchsteine mit regelmäßigen Gerüstlöchern. Die gotischen Anbauten dienten auch der statischen Sicherung der Kirche.
Im Westen der Kirche steht der über einer Vorhalle aus dem 11. Jahrhundert errichtete Glockenturm. An der Nord- und Südseite des mit einem Satteldach gedeckten Turms sind Reste einer ursprünglichen Arkadengliederung sichtbar. Hinter dem Turm ragt das Zeltdach des Tambours über die Pultdächer des achteckigen Unterbaus empor.
Im Osten schließt sich ein rechteckiger Chor mit den später in der Gotik errichteten Kapellen an. Die größere, die Liebfrauenkapelle, wurde in spätgotischen Formen errichtet. Diese Kapelle besitzt einen Fünfachtelschluss und wird von hohen Spitzbogenfenstern durchbrochen.
Unter dem Dachansatz des Tambours verläuft ein aus jeweils fünf Blendarkaden bestehender Bogenfries. Auf allen Seiten sind kleine, rundbogige Fensteröffnungen eingeschnitten. Die korbbogigen Fenster im Unterbau des Oktogons und die darüberliegenden Zwillingsfenster im Stil der Neuromanik wurden im Zuge der Restaurierungen im 19. Jahrhundert eingebaut. Auch das Kranzgesims stammt aus dieser Zeit.
Vorbild Aachener Pfalzkapelle
Das Ottmarsheimer Oktogon ist ein verkleinerter Nachbau der Aachener Pfalzkapelle. Die Säulenzier der Empore ist so unverwechselbar, dass andere Vorbilder ausscheiden. Die dem Hauptschiff zugewandten Seiten entsprechen weitestgehend dem Vorbild. Nach außen ist die Kirche in Ottmarsheim ebenfalls achteckig, während das Aachener Vorbild das Achteck dort in ein 16-Eck auflöst. Den Übergang zwischen dem kleineren inneren Oktogon und dem größeren Achteck der Umfassungsmauer gleichen keilförmige Joche aus. Aber nicht nur der Grundriss ist in Ottmarsheim vereinfacht, auch Gewölbe und Pfeiler sind einfacher gestaltet, die Bauzier besonders schlicht und eine Reflexion auf antike Traditionen ist nicht mehr zu erkennen.
Warum der Stifter diese Architektur wählte, ist letztlich Spekulation. Als tragfähige Argumentationen werden vorgebracht, dass
- die Funktion einer Grabstätte im Mittelpunkt gestanden habe, so wie auch die Aachener Pfalzkapelle als Grabstätte Karls des Großen, und dass dies nachgeahmt worden sei,[12]
- sich hier eine im 11. Jahrhundert verbreitete Erneuerung karolingischer Traditionen spiegele,[13]
- sich die habsburgischen Landgrafen hier eine eigene Pfalzkapelle errichten wollten.[14]

## Innenraum

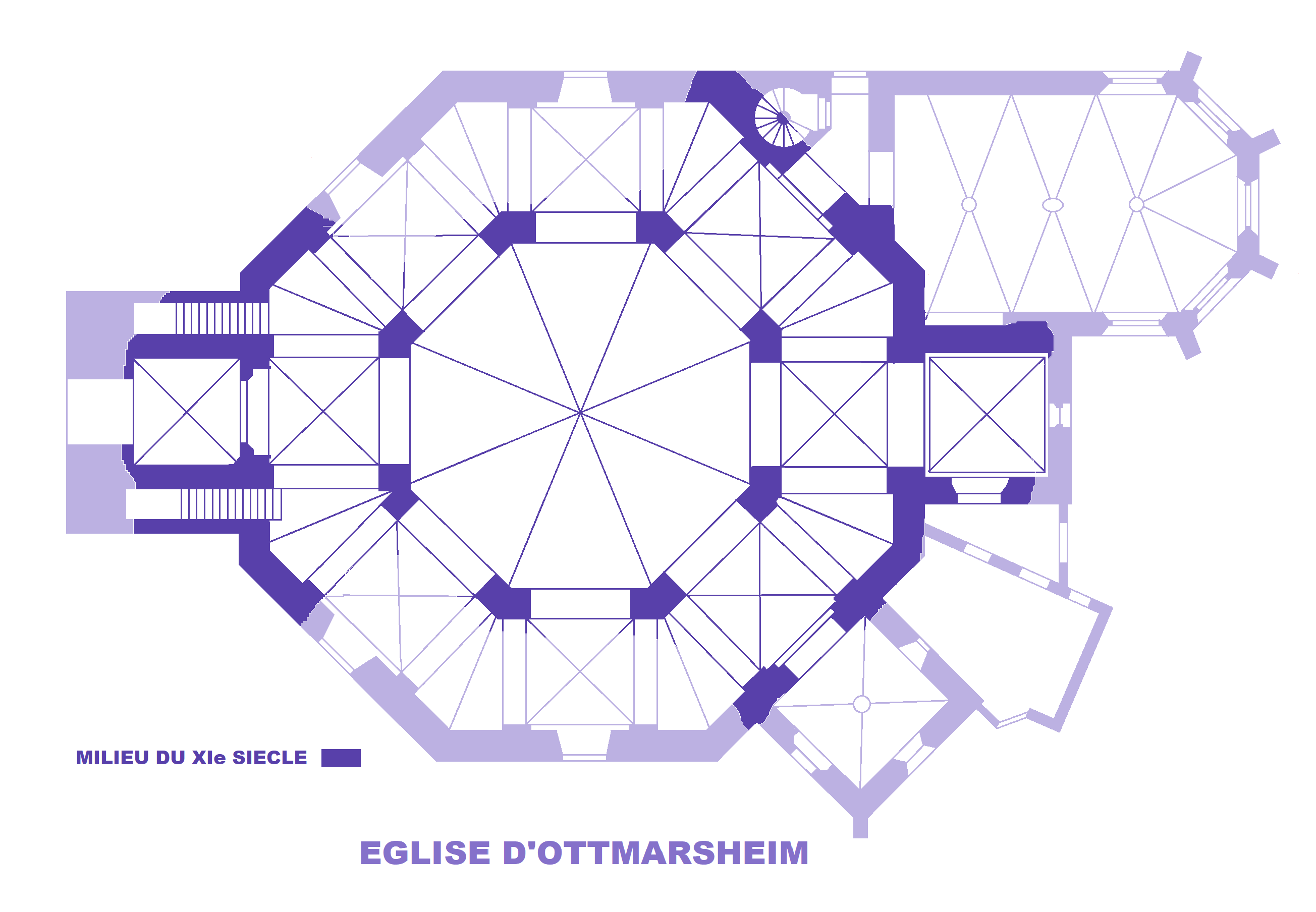
Grundriss Erdgeschoss; hervorgehoben: Bestand des 11. Jhs.

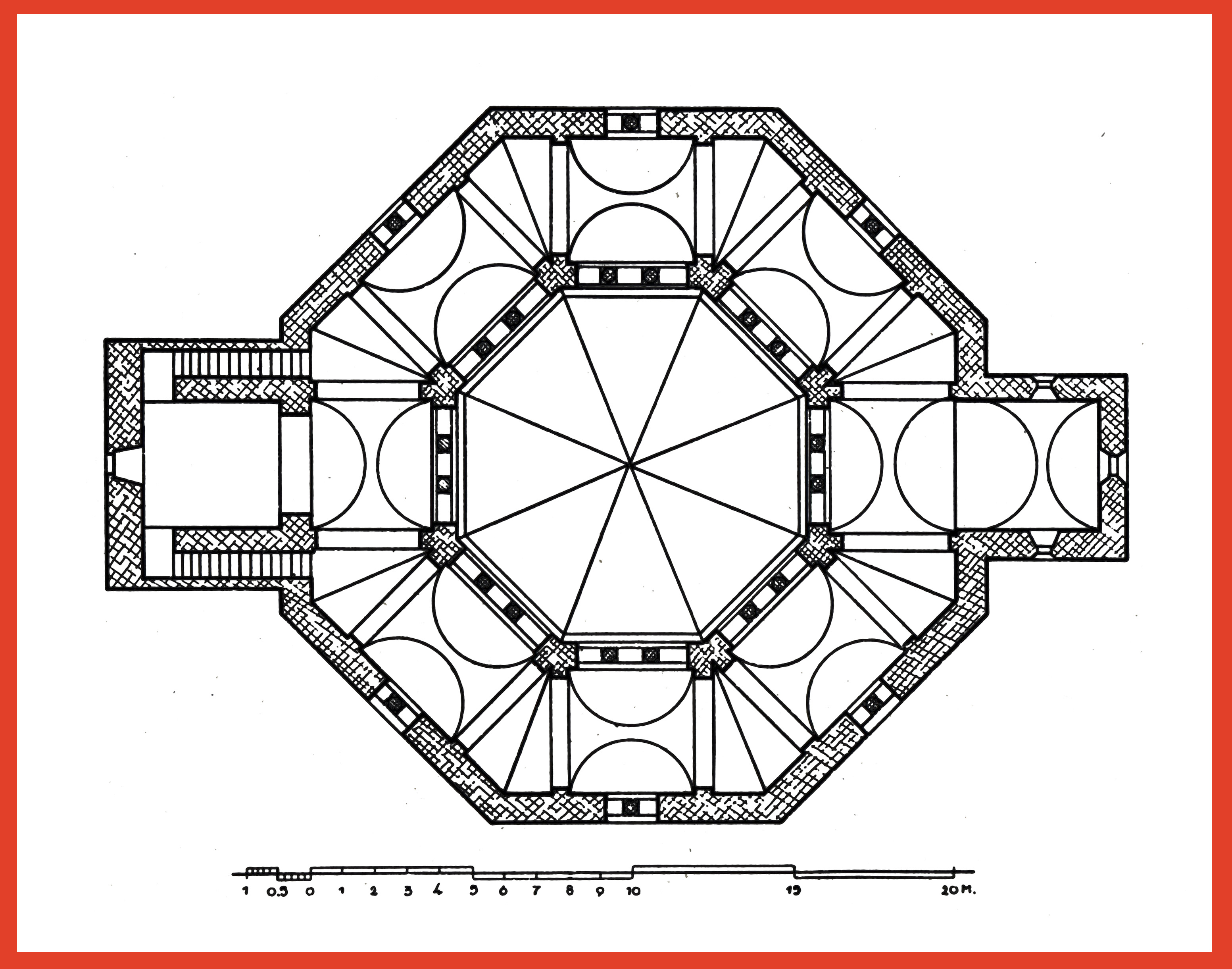
Grundriss Obergeschoss

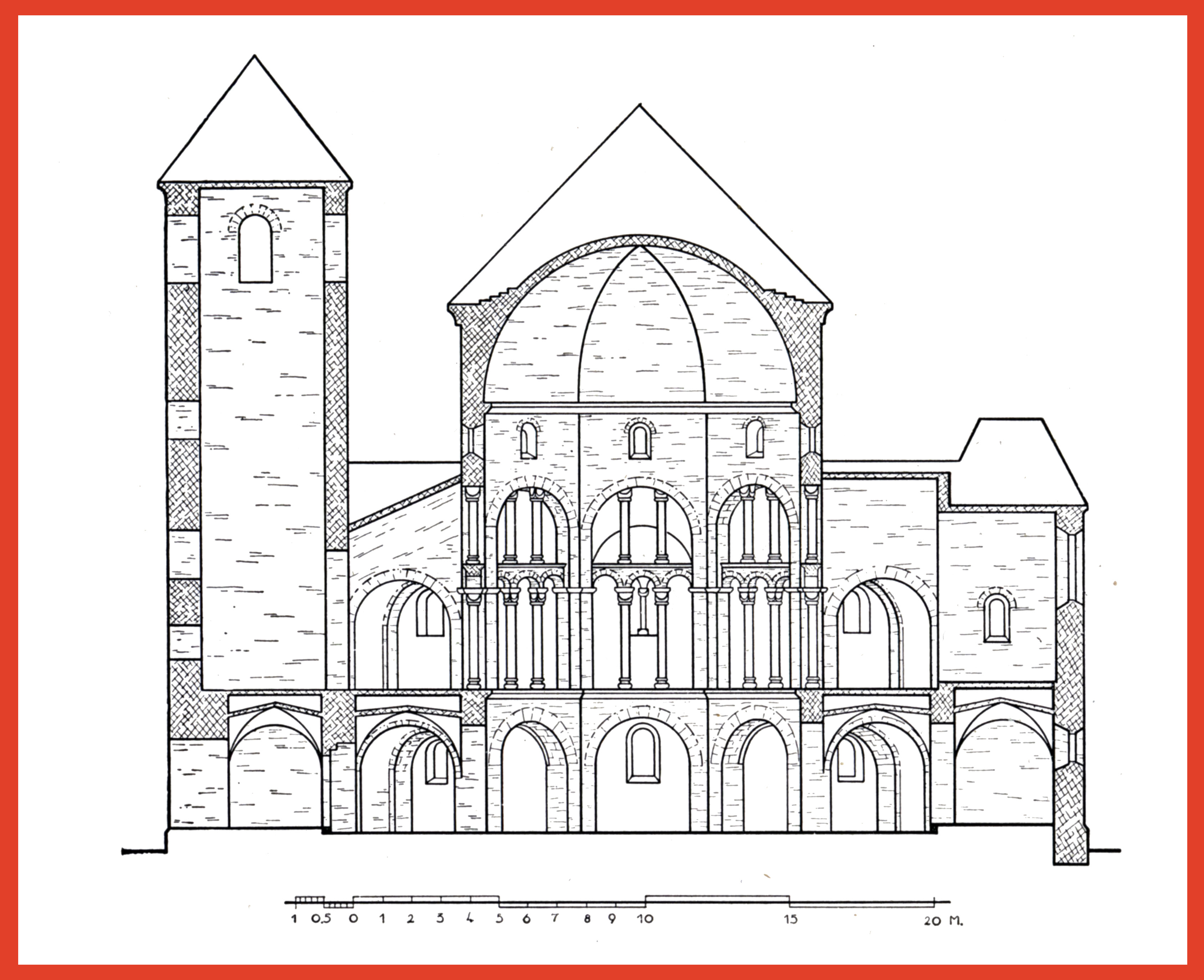
Schnitt durch die Kirche

### Architektur
Nach der dunklen Vorhalle unter dem Turm folgt das kuppelüberwölbte Oktogon. Der Raum ist heute schlicht und weist nur wenig Bauzier auf. Ein zweigeschossiger, ringförmiger Umgang öffnet sich zur Raummitte, oben die ringförmige Empore, unten durch niedrige Arkaden gestaltet, oben durch hohe Bogenöffnungen mit eingestellten Dreierarkaden, auf denen jeweils zwei Säulen stehen. Das Licht fällt über die Emporen ein. Das Obergeschoss wirkt durch die viel größeren Öffnungen transparenter. Würfelkapitelle und Basen der Säulen sind die einzigen plastischen Schmuckelemente des Raumes.
Nach Osten ist der Umgang zu einem zweistöckigen, rechteckigen Chor erweitert. Im unteren Raum, dem sogenannten Quirinus-Chor, wurden auf dem Altar Reliquien des römischen Märtyrers Quirinus aufbewahrt. In der Nordwand ist ein spätgotisches Sakramentshaus aus dem 15. Jahrhundert mit Sandsteinrahmung eingeschnitten, dessen oberer Abschluss als Ziergiebel mit Maßwerk gestaltet ist. Der obere Raum, der sogenannte Petrus-Chor, ist dem Schutzpatron der Kirche, dem Apostel Petrus, gewidmet und reich mit Fresken ausgestattet, letzte Reste einer vermuteten früheren Ausmalung der Kirche insgesamt.
Das Erdgeschoss des Umgangs, der untere Chor und die Vorhalle werden von Kreuzgratgewölben gedeckt. Im oberen Geschoss sind Quertonnen eingestellt, die den Schub der Kuppel aufnehmen. Auch der obere Chor wird von einem Tonnengewölbe überspannt.
Die zweijochige Liebfrauenkapelle, der Chor der Stiftsdamen, ist wie die Heilig-Kreuz-Kapelle mit einem Kreuzrippengewölbe mit Schlusssteinen gedeckt. Auf einem Schlussstein ist das Wappen der Äbtissin Agnes von Dormentz zu sehen, in deren Amtszeit die Liebfrauenkapelle errichtet wurde. Dieser Anbau ist vom Kirchenraum durch ein schmiedeeisernes Gitter, das aus der Bauzeit der Kapelle stammt, getrennt. Ein heute vermauerter Zugang an der Nordseite der Kapelle ermöglichte den Zugang von der Klausur, ohne dass die Stiftsdamen den übrigen Kirchenraum betreten mussten. Eine Wendeltreppe führt von der Kapelle zur Empore, zu der die Stiftsdamen so ebenfalls gelangen konnten, ohne den Kirchenraum zu betreten.

### Fresken
Ursprünglich war der gesamte Innenraum verputzt und vermutlich weitgehend mit Fresken ausgemalt, mit figürlichen Darstellungen, Rankenornament oder gemalten Quaderfugen. Diese Malereien wurden bei kriegerischen Auseinandersetzungen 1446 durch Brand zerstört. 1460 gab die Äbtissin Elisabeth von Blumeneck eine neue Ausmalung in Auftrag, von der Teile im unteren Umgang, im unteren Chor und vor allem im oberen Chor erhalten sind. Diese Ausmalung ist vermutlich unvollendet geblieben. Bei der Wiederherstellung der Kirche nach den Zerstörungen des Dreißigjährigen Kriegs wurden die Fresken übertüncht, erst 1875 wiederentdeckt und 1903 im Stil der Zeit von Ludwig von Kramer restauriert. 1986/87 erfolgte eine weitere Restaurierung, bei der die Ergänzungen und Übermalungen von 1903 weitgehend wieder entfernt wurden. Die Fresken sind deshalb nur noch fragmentarisch vorhanden:
- An der Südseite des unteren Umgangs ist die Gregorsmesse dargestellt. Vor einem Altar kniet Papst Gregor der Große, hinter ihm sind Bischöfe und ein Kardinal zu sehen. Auf dem Altar ist der auferstandene Christus dargestellt, der seine Wunden zeigt.[19]
- Das Gewölbe im unteren Umgang vor der Heilig-Kreuz-Kapelle ist mit den Evangelistensymbolen versehen, die von Schriftbändern mit deren Namen umgeben sind. Diese Fresken – wie auch die Rankenmalereien auf den Gurtbögen – enthalten noch die Übermalungen der Restaurierung von 1903.[19] Weitere Fresken im unteren Umgang stellen Szenen aus dem Leben des Klostergründers Rudolf von Altenburg dar.[21]
- Im oberen Umgang sind der heilige Christophorus und Kaiser Heinrich II. dargestellt sowie das Jüngste Gericht mit Christus als Weltenrichter und Erzengel Michael als Seelenwäger.[22]
- Die Fresken im oberen Chor sind dem Schutzpatron der Kirche, dem Apostel Petrus, gewidmet, der im Scheitel des Gewölbes von Engeln umgeben wird, die seine Attribute (Schlüssel, Doppelkreuz, Tiara) halten. An den Wänden sind Szenen aus seinem Leben dargestellt, darunter die zwölf Apostel und Propheten mit Schriftbändern.[23] Am Chorbogen ist das Schweißtuch der Veronika zu erkennen.[22]
- Auf weiteren Fresken sieht man Engel mit den Leidenswerkzeugen, einen Erbärmde-Christus mit einem Stifterbild und eine Schmerzhafte Muttergottes.[22]

Im Übrigen präsentieren sich die Innenwände heute weitgehend unverputzt, was sicher nicht dem historischen Zustand entsprach.

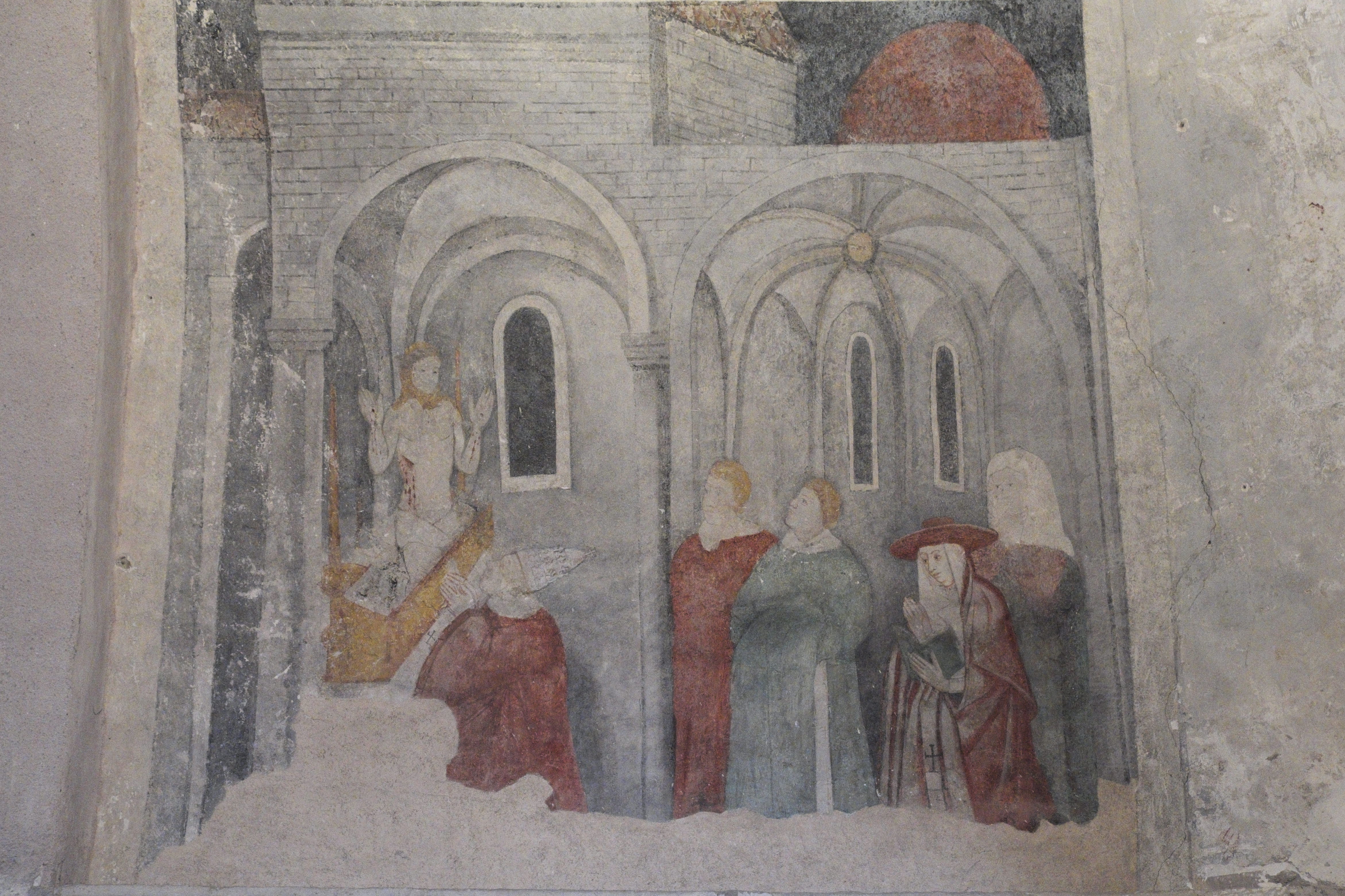
Gregorsmesse
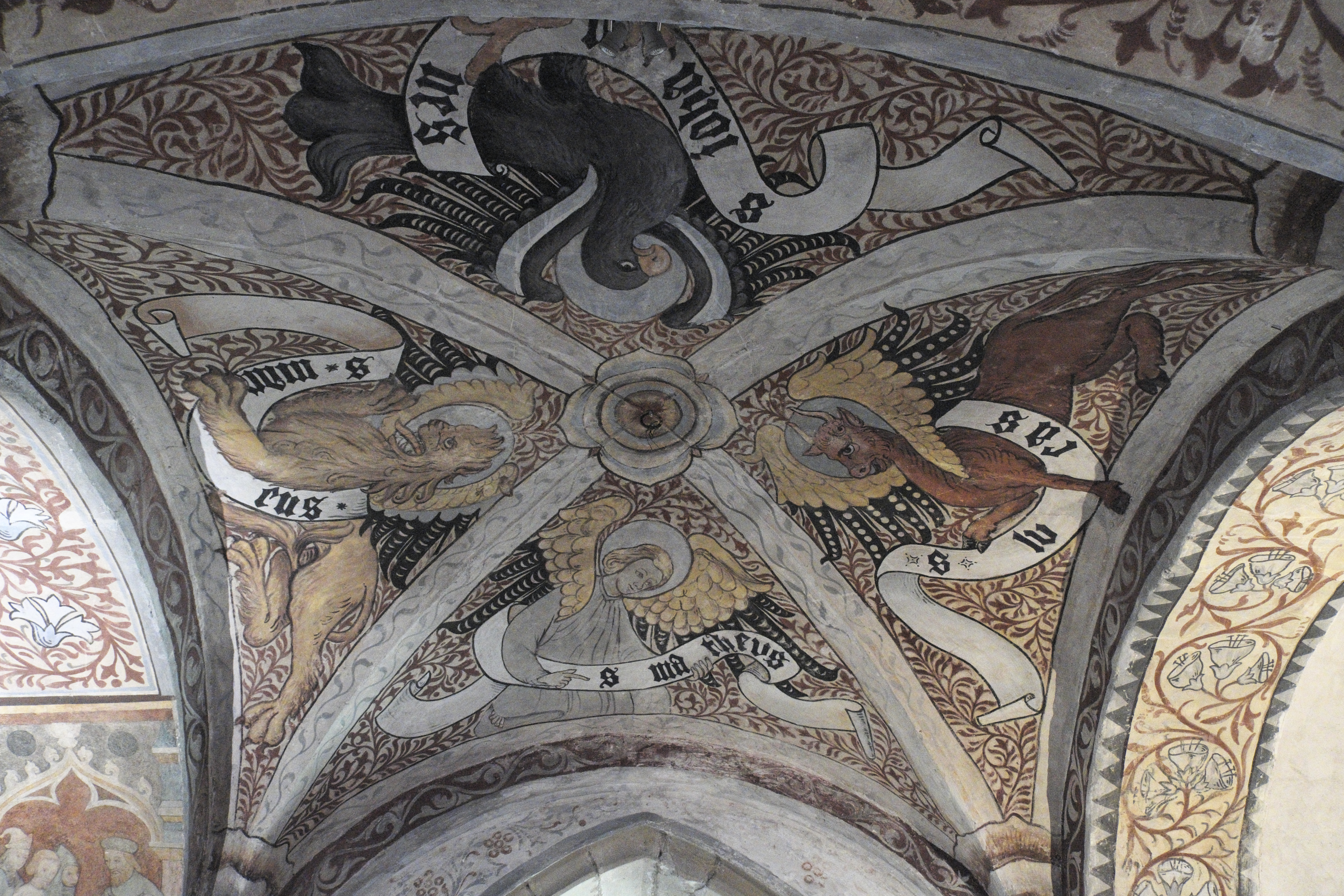
Evangelistensymbole
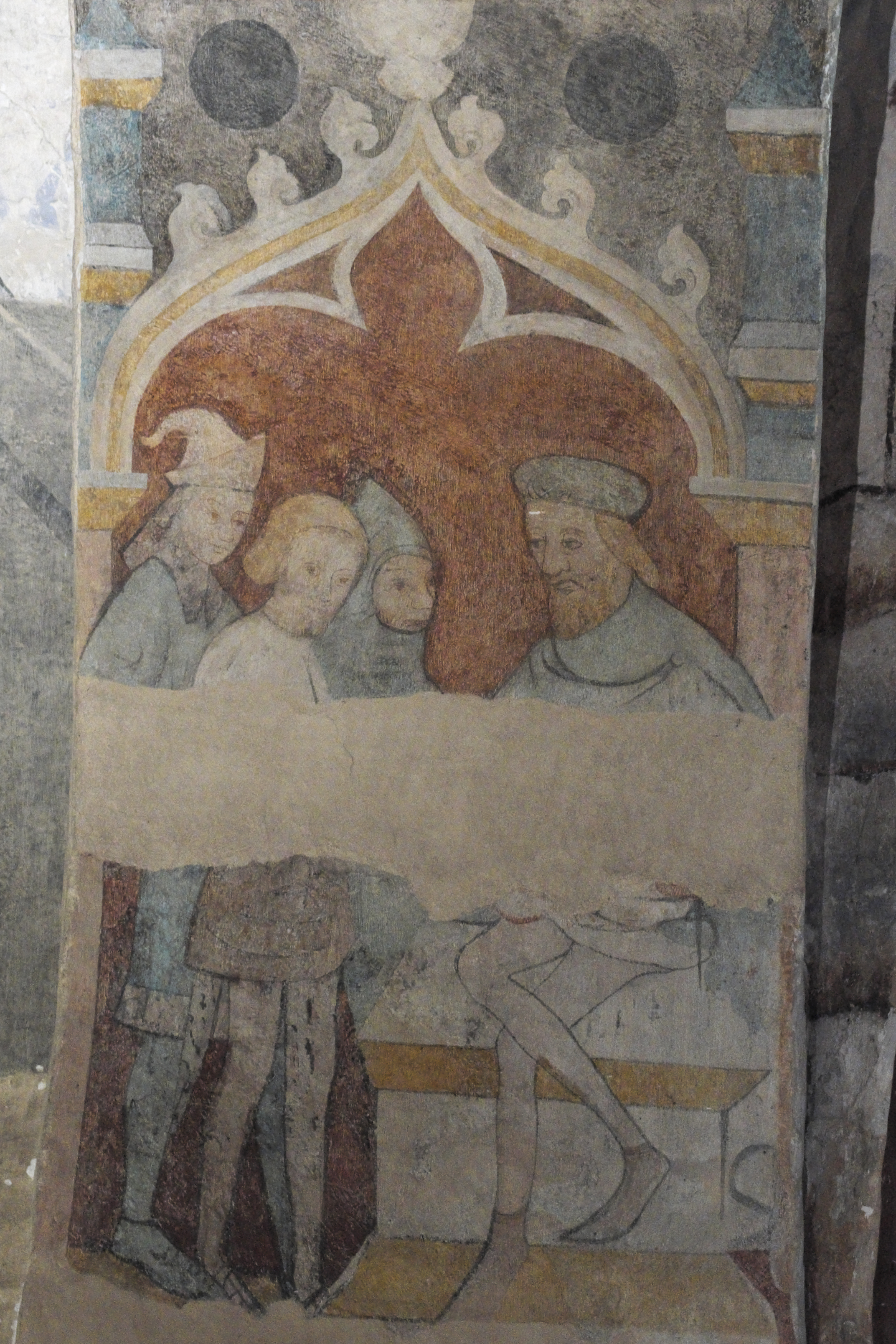
Szenen aus dem Leben von Rudolf von Altenburg
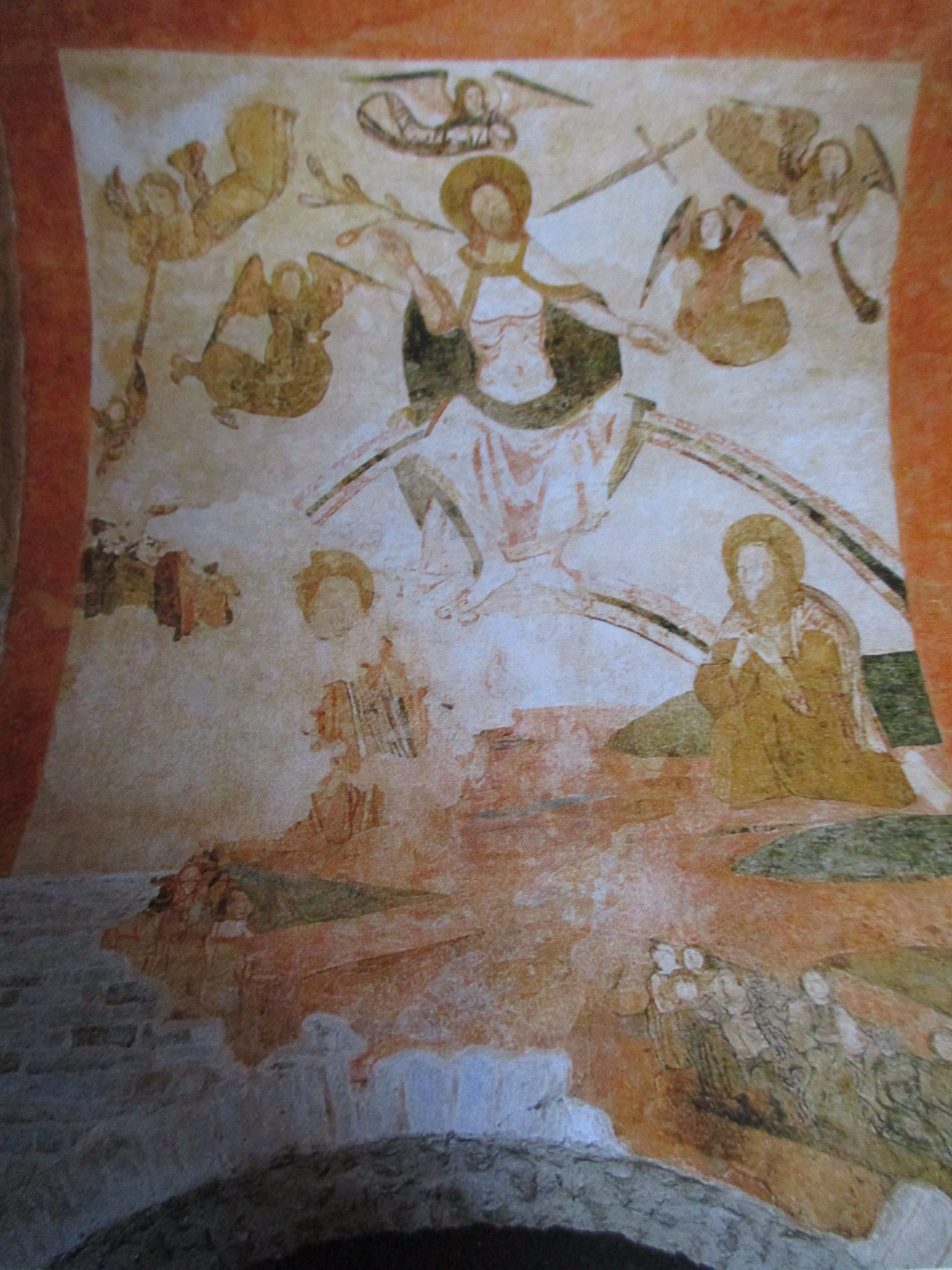
Jüngstes Gericht

### Bleiglasfenster
Die Liebfrauenkapelle ist mit vier hohen Bleiglasfenstern ausgestattet, auf denen die heilige Katharina von Siena, die Unterweisung Mariens, die Jungfrau Maria und der heilige Joachim dargestellt sind. Unter den Heiligenfiguren sind von Medaillons gerahmte biblische Szenen zu sehen: die Verkündigung, die Präsentation Jesu im Tempel, die Heilige Familie und Christus, der das Kreuz trägt. Das Fenster mit der Mariendarstellung ist mit „OTT Fres. Strassburg 1908“ signiert.
Ein im Jahr 1914 gestiftetes Fenster im Umgang mit der Darstellung Jesu als Guter Hirte ist mit der deutschen Inschrift „ICH BIN DER GUTE HIRTE“ versehen und trägt die Signatur der Glasmalereiwerkstatt Franz Xaver Zettler: „F.X. ZETTLER MÜNCHEN“.

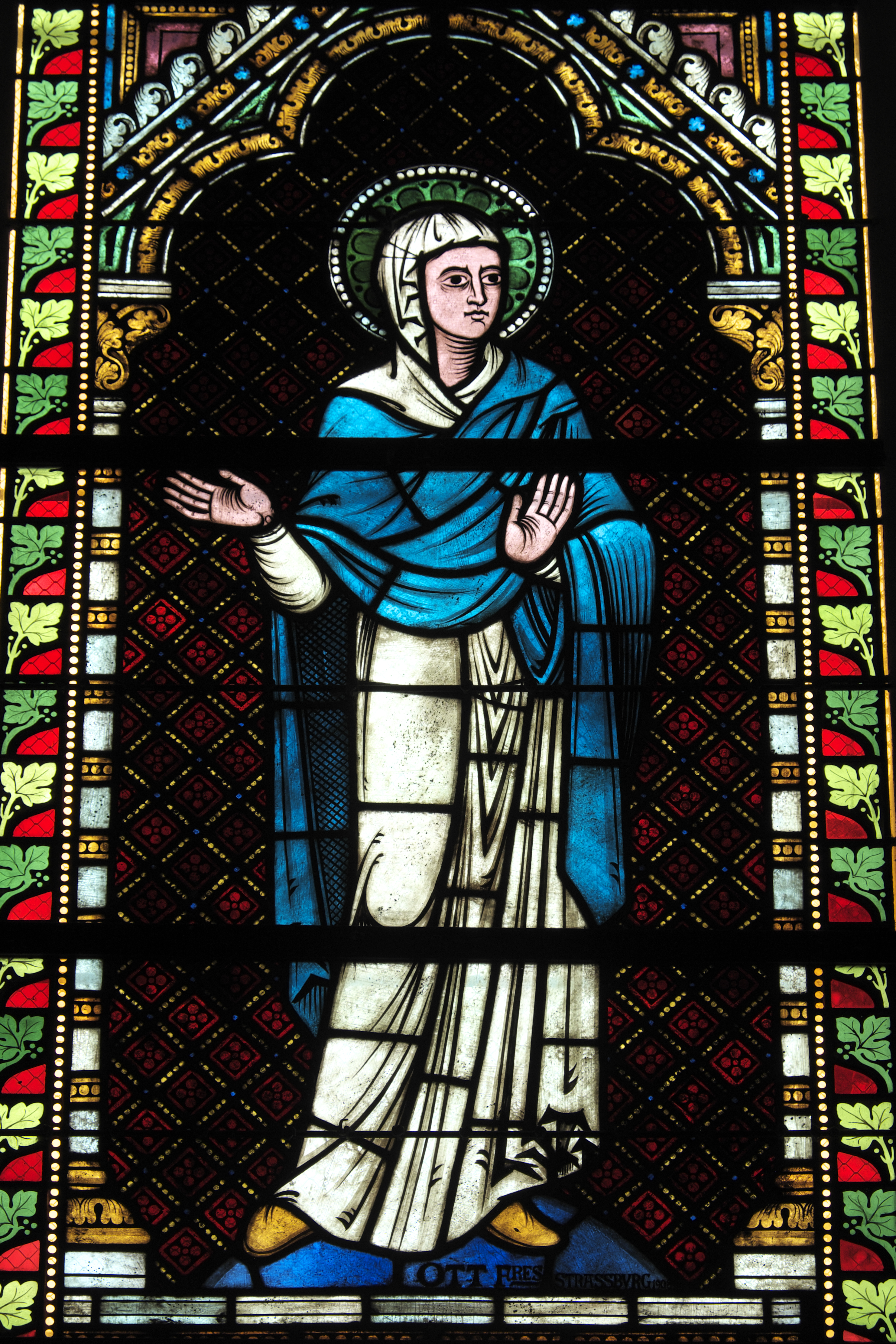
Marienfenster
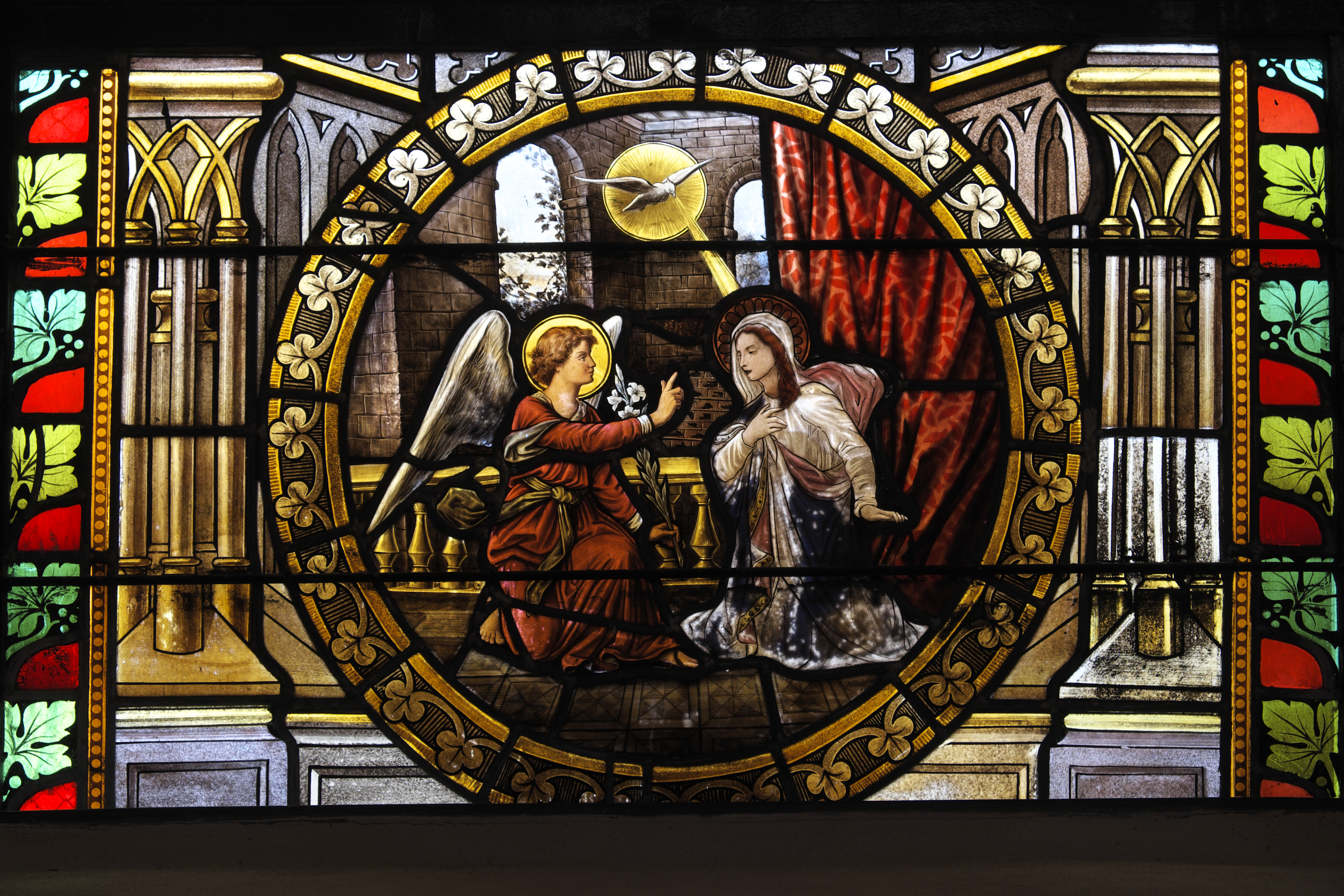
Verkündigung
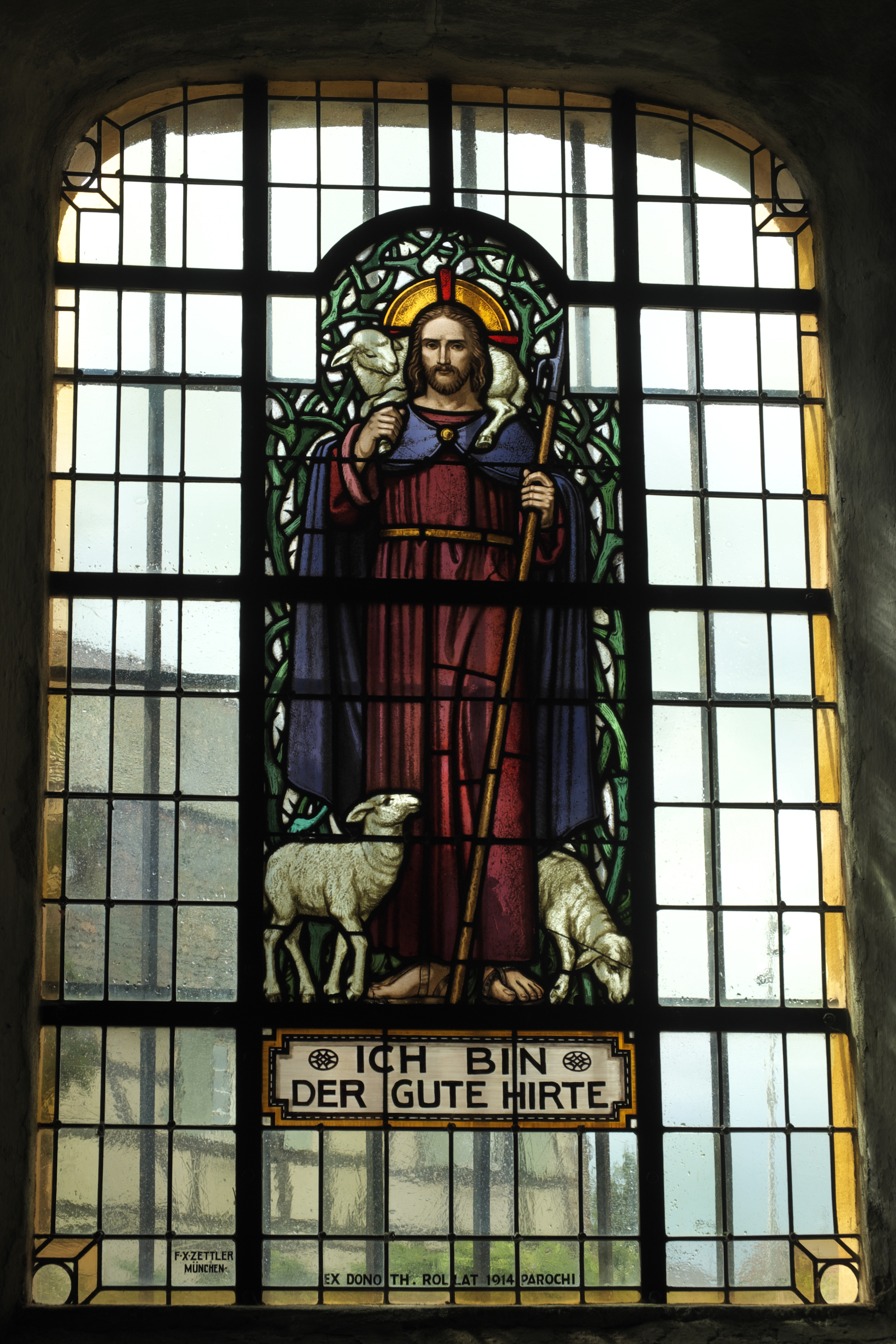
Der gute Hirte
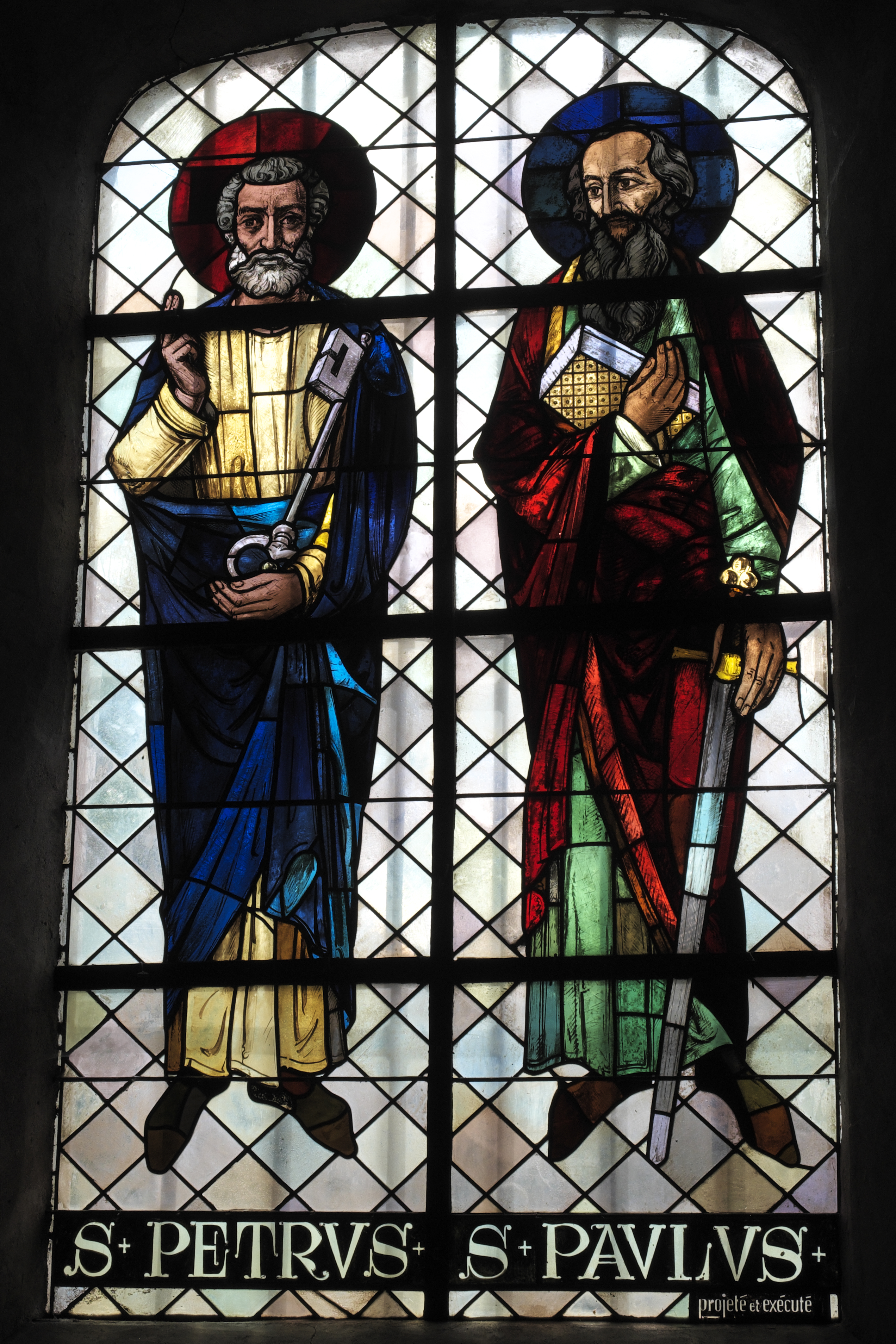
Petrus und Paulus

### Ausstattung

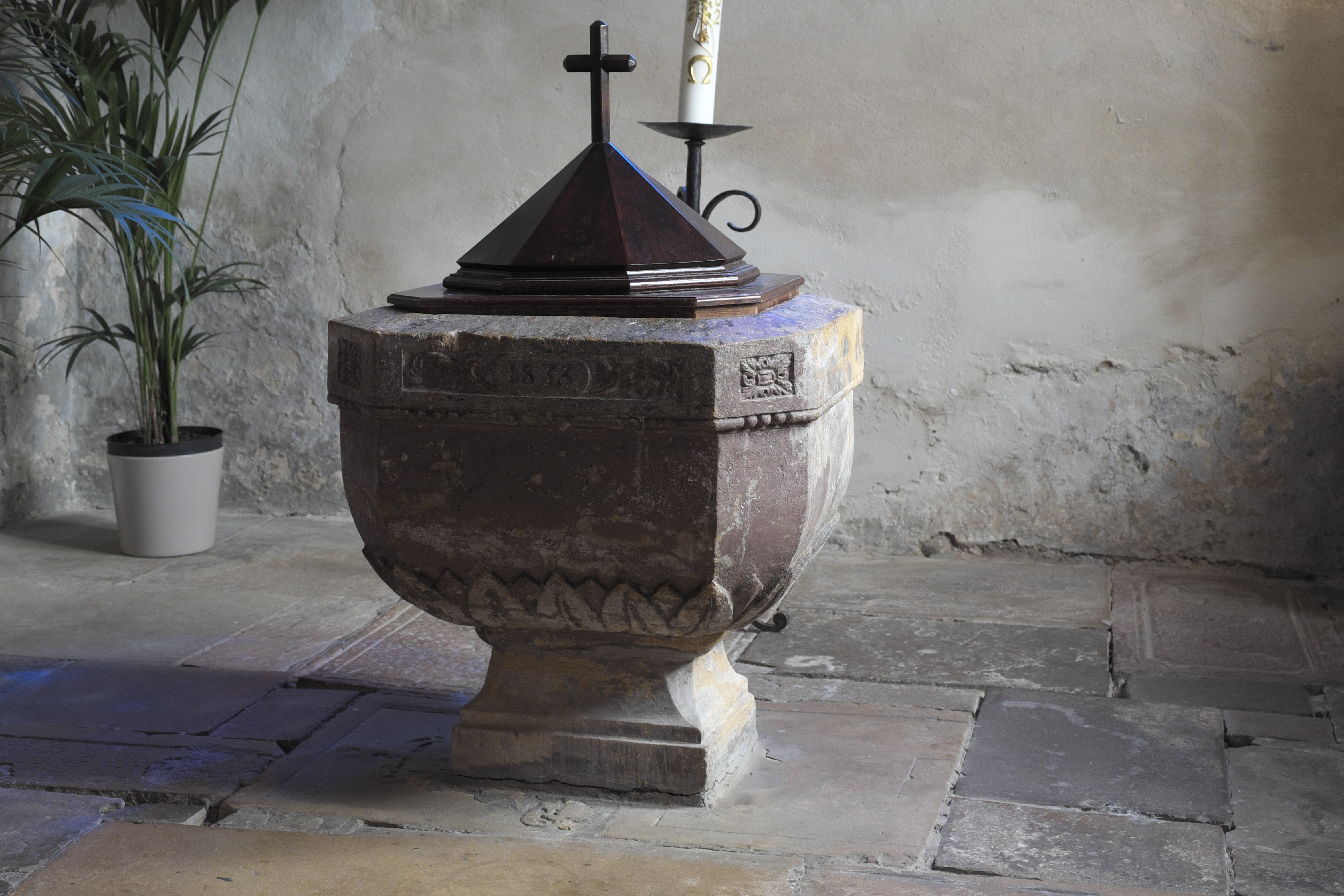
Taufbecken

- Das aus Eichenholz geschnitzte, von der Äbtissin Maria Katharina von Flachslanden bei Gabriel Ignaz Ritter in Auftrag gegebene Chorgestühl von 1780 befindet sich heute in der Pfarrkirche Saint-Michel in Bantzenheim und ist eigenständig als Kulturdenkmal geschützt.[25][26]
- Das polygonale Taufbecken aus Vogesen-Sandstein in der Heilig-Kreuz-Kapelle trägt die Jahreszahl 1833.
- Im unteren Chor steht die farbig gefasste, geschnitzte Figur des heiligen Quirinus aus der Zeit um 1720, die an die Quirinus-Wallfahrt erinnert.[27]

- Die beiden mit Wappen verzierten Epitaphien an der Südwand der Kirche für die Äbtissinnen Verena Degelin von Wangen († 1551) und Elisabeth Degelin von Wangen († 1567) waren ursprünglich in den Boden eingelassen.
- In der Liebfrauenkapelle befinden sich die Epitaphien der Äbtissin Agnes von Dormentz († 1584) und ein Fragment des Epitaphs für die Äbtissin Maria Katharina von Flachslanden († 1789).

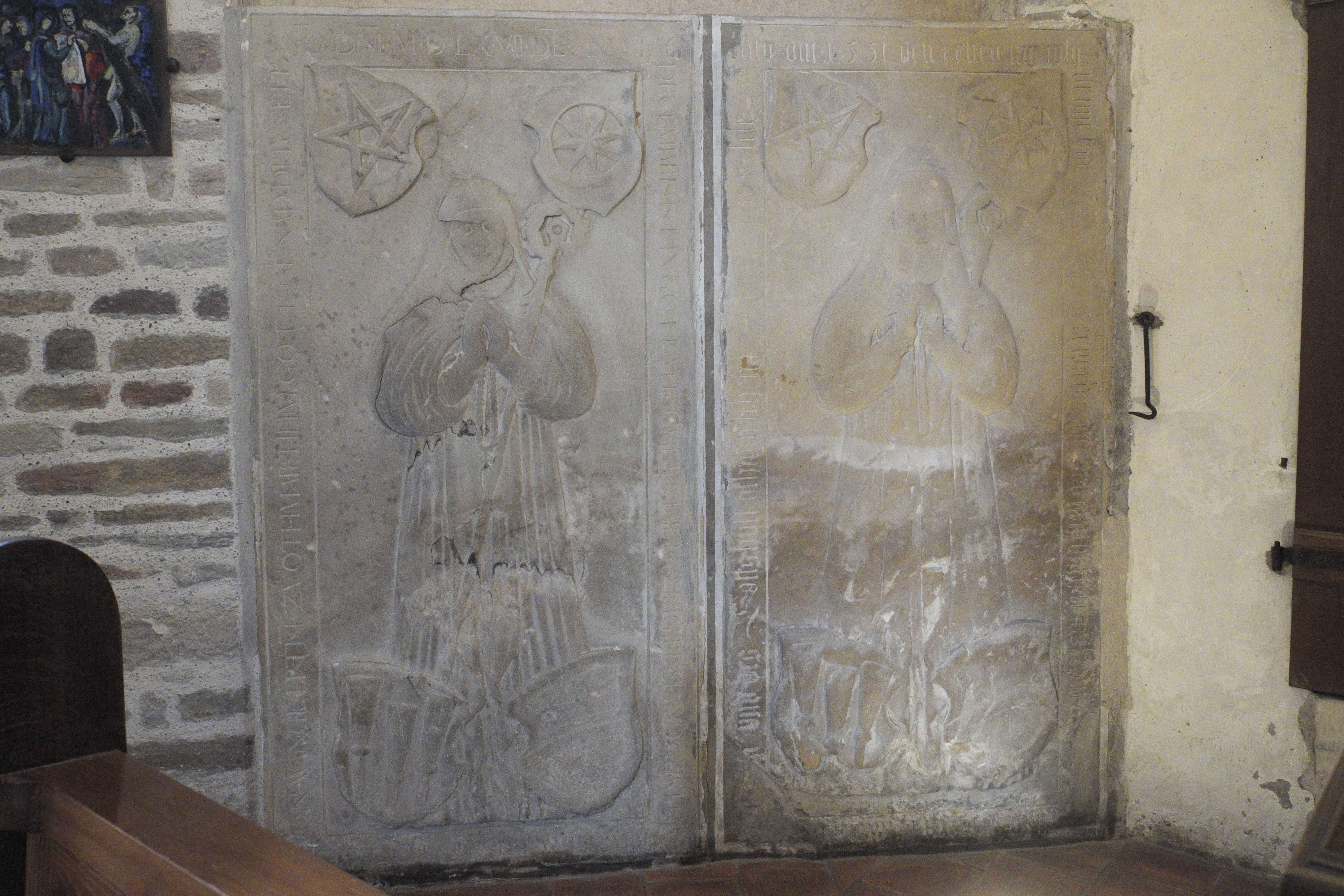
Epitaphien für die Äbtissinnen Verena Degelin von Wangen († 1551) und Elisabeth Degelin von Wangen († 1567)
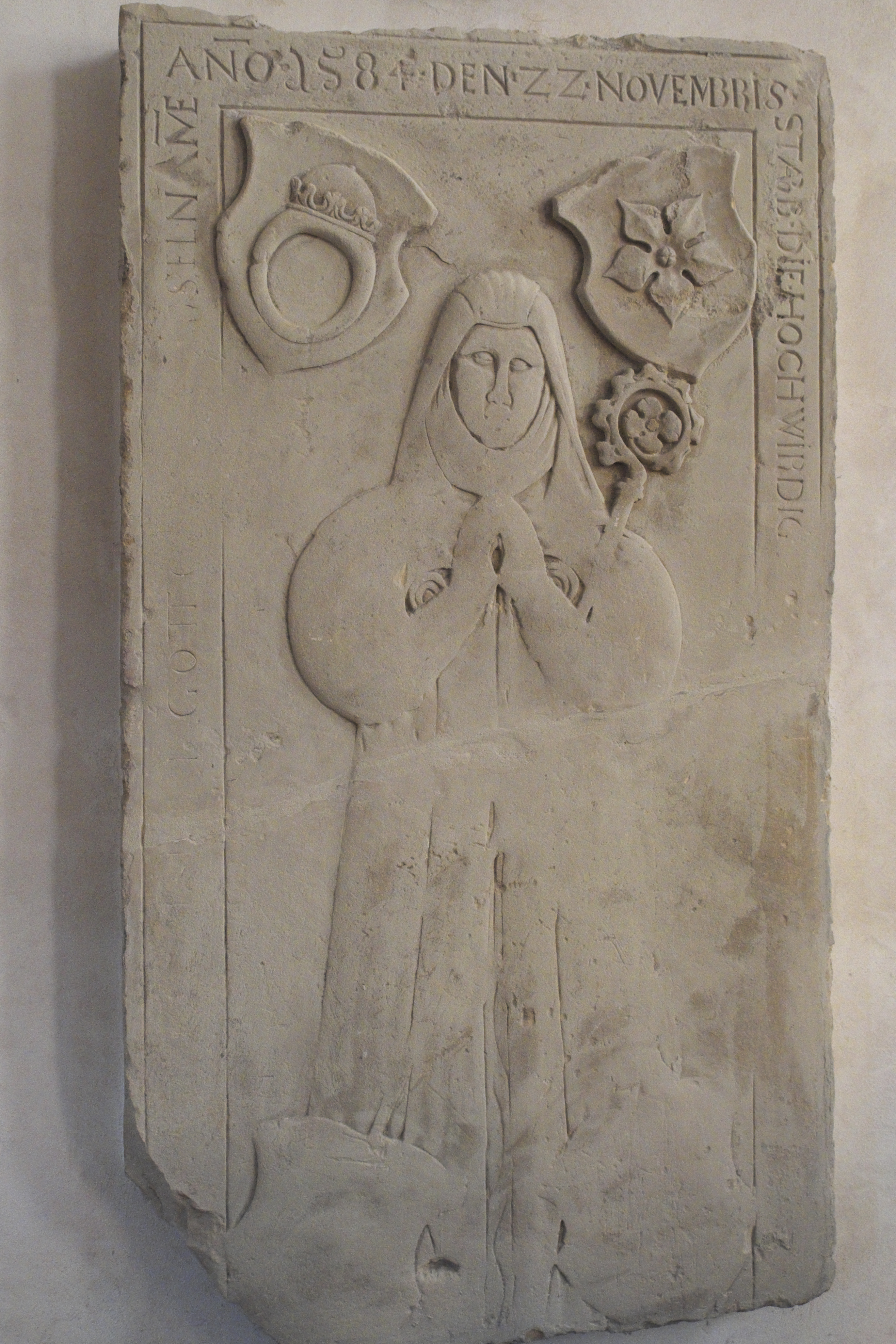
Epitaph für die Äbtissin Agnes von Dormentz († 1584)
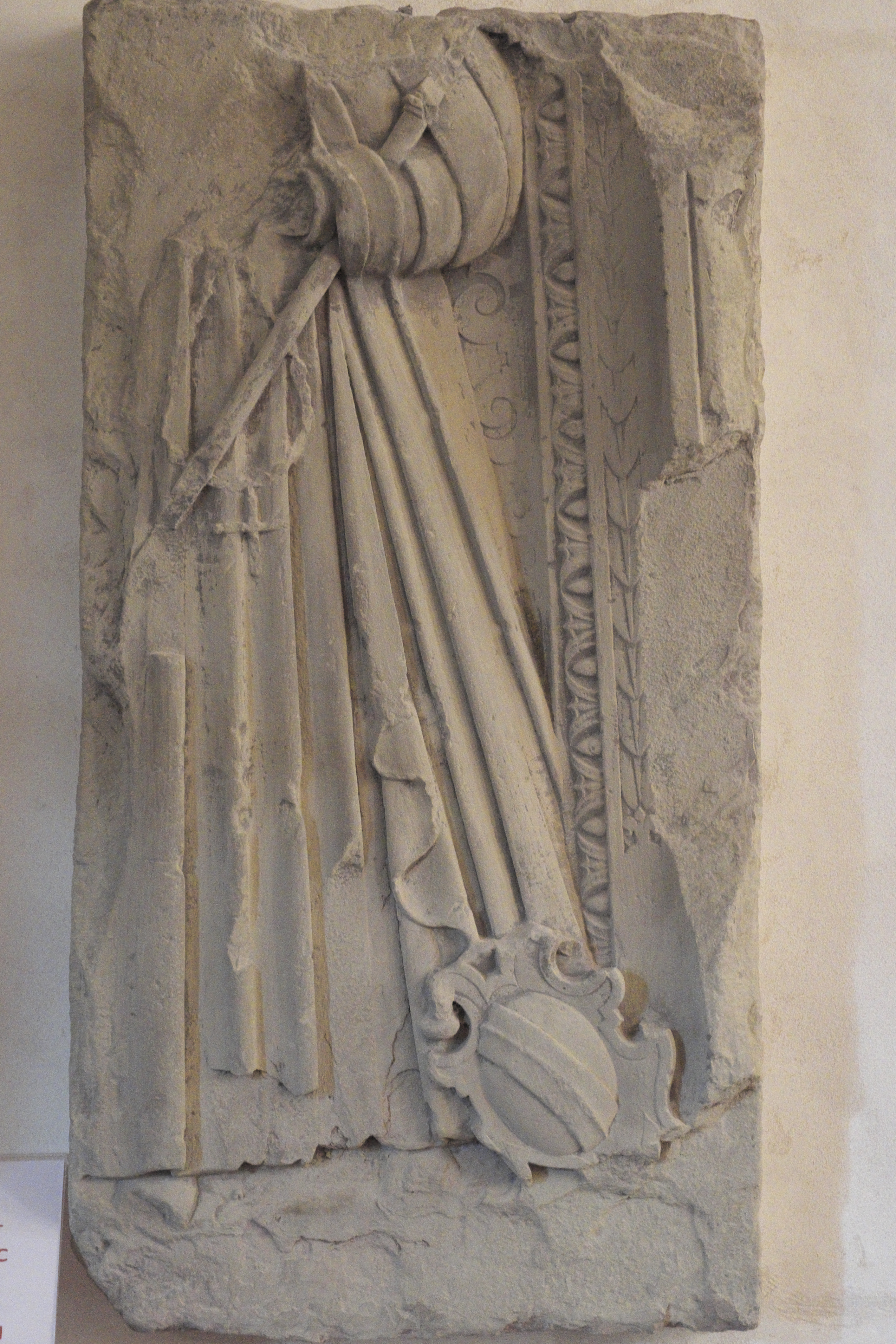
Epitaph für die Äbtissin Maria Katharina von Flachslanden († 1789)

## Orgel

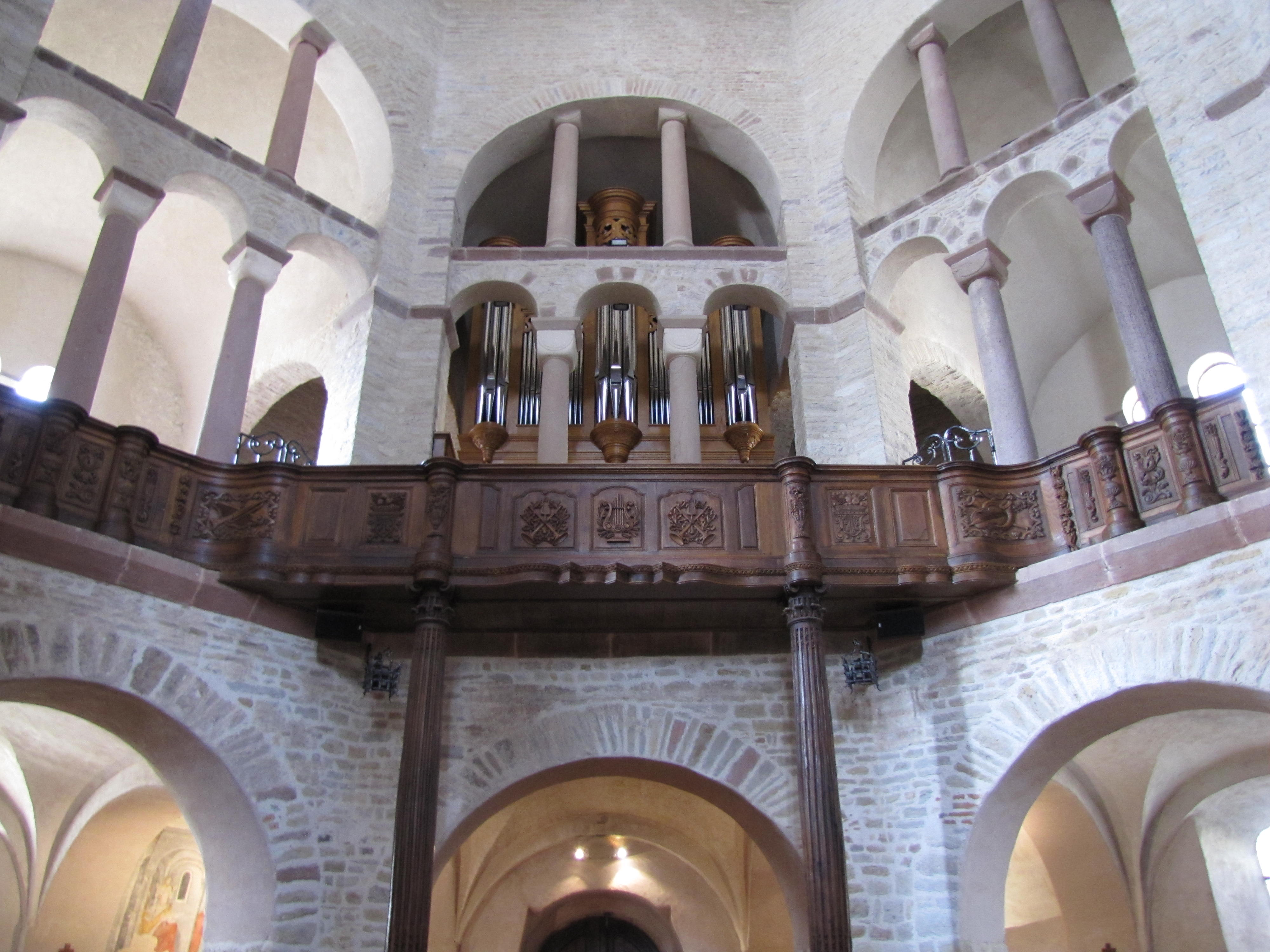
Orgel

Die Orgel wurde in den Jahren 1999/2000 von dem Orgelbauer Richard Dott erbaut. 1991 war bei einem Brand das Vorgängerinstrument, das in den Jahren 1726/28 von den Orgelbauern Joseph Waltrin und Johann Georg Rohrer erbaut worden war, vollständig zerstört worden. Das neue Instrument hat 27 Register auf zwei Manualen und Pedal.
| I Grand Orgue C–d3 |                  |        |
| 1.                 | Bourdon          | 16′    |
| 2.                 | Montre           | 8′     |
| 3.                 | Flûte à cheminée | 8′     |
| 4.                 | Prestant         | 4′     |
| 5.                 | Flûte            | 4′     |
| 6.                 | Quinte           | 2 ⁄3′  |
| 7.                 | Doublette        | 2′     |
| 8.                 | Tierce           | 1 3⁄5′ |
| 9.                 | Cornet V (D)     |        |
| 10.                | Fourniture III   |        |
| 11.                | Cymbale II       |        |
| 12.                | Trompette        | 8′     |
| 13.                | Voix humaine     | 8′     |
|                    | Tremblant doux   |        |

| II Positif C–g3 |                  |        |
| 14.             | Bourdon          | 8′     |
| 15.             | Prestant         | 4′     |
| 16.             | Flûte            | 4′     |
| 17.             | Nasard           | 2 ⁄3′  |
| 18.             | Quarte de Nasard | 2′     |
| 19.             | Tierce           | 1 3⁄5′ |
| 20.             | Larigot          | 1 ⁄3′  |
| 21.             | Fourniture III   |        |
| 22.             | Cromorne         | 8′     |
|                 | Tremblant doux   |        |

| Pédale C–d1 |           |     |
| 23.         | Soubasse  | 16′ |
| 24.         | Flûte     | 8′  |
| 25.         | Flûte     | 4′  |
| 26.         | Trompette | 8′  |
| 27.         | Clairon   | 4′  |

- Koppeln: II/I, I/P, II/P